# Harold Perrineau Jr.
Harold Perrineau Jr. (Harold Williams, ur. 7 sierpnia 1963 w Nowym Jorku) – amerykański aktor. Występował w serialu telewizyjnym Zagubieni, gdzie kreuje postać Michaela Dawsona.
Studiował muzykę i teatr w konserwatorium w Shenandoah.
Nagrał piosenkę "Stay Strong", z której dochód ze sprzedaży na iTunes zostanie przekazany fundacji "Bob Woodruff Family Fund for Traumatic Brain" zbierającej pieniądze na rzecz rannych żołnierzy.

## Filmografia

### Film
- 1980: Sława (Fame) jako Tancerz
- 1988: Shakedown jako Tommie
- 1990: Król Nowego Jorku (King of New York) jako Lider Bandytów
- 1995: Flirt (I) jako Mężczyzna #1
- 1995: Dym (Smoke) jako Thomas (Rashid) Cole
- 1996: Romeo i Julia (Romeo + Juliet) jako Mercutio
- 1996: Krew i wino (Blood and Wine) jako Henry
- 1997: Lekcja przetrwania (The Edge) jako Stephen
- 1998: Come to jako Joseph
- 1998: Lulu na moście (Lulu on the Bridge) jako Man in Coffehouse
- 1998: Burza (The Tempest) jako Ariel
- 1999: Macbeth in Manhattan jako Chór
- 1999: Day in Black and White, A
- 1999: Kobieta na topie (Woman on Top) jako Monica Jones
- 1999: Drużba (The Best Man) jako Julian Murch
- 2000: Overnight Sensation jako Doświadczony
- 2001: Prison Song jako Wujek Steve
- 2002: On Line jako Moe Curley
- 2003: Matrix Reaktywacja (The Matrix Reloaded) jako Link
- 2003: Matrix Rewolucje (The Matrix Revolutions) jako Link
- 2004: Random Acts of Kindness jako Tommy Flynn
- 2007: 28 tygodni później jako Flynn
- 2008: Skazaniec jako por. Jackson
- 2012: Tranzyt (Transit) jako Losada
- 2013: The Best Man Holiday jako Julian
- 2014: Sabotaż jako Jackson

### Telewizja
| Rok                   | Tytuł                                | Rola               | Uwagi |
| --------------------- | ------------------------------------ | ------------------ | --- |
| 1989                  | Bill Cosby Show                      | Scott              | odcinek Dead End Kids Meet Dr. Lotus (jako Harold Perrineau Jr.)                                                                                            |
| 1990                  | Prawo i porządek                     | Jordan Hill        | odcinek Out of the Half-Light |
| 1991–1993             | I'll Fly Away                        | Robert Evans       | |
| 1993                  | Prawo i porządek                     | Kenny Rinker       | 1 odcinek |
| 1997                  | Ostry dyżur                          | Isaac Price        | |
| 1997–2003             | Oz                                   | Augustus Hill      | 55 odcinków |
| 2003                  | Trup jak ja                          | Aroun Levert       | 1 odcinek |
| 2004–2006; 2008; 2010 | Zagubieni                            | Michael Dawson     | 65 odcinków Za rolę otrzymał Nagrodę Gildii Aktorów Ekranowych za Wybitny występ zespołu aktorskiego w serialu dramatycznym wraz z innymi aktorami serialu. |
| 2007                  | CSI: Kryminalne zagadki Las Vegas    | pastor Rhodes      | 1 jeden odcinek |
| 2009                  | The Unusuals                         | detektyw Leo Banks | |
| 2010                  | CSI: Kryminalne zagadki Nowego Jorku | Reggie Tifford     | odcinek 6x19 |
| 2012                  | Marvel Anime                         | Blade              | 12 odcinków |
| 2012                  | Synowie Anarchii                     | Damon Pope         | |
| 2012                  | Fineasz i Ferb                       | różni              | dubbing |
| 2012                  | Wedding Band                         | Stevie             | w głównej obsadzie |
| 2013                  | Prawo i porządek: sekcja specjalna   | Brian Tremore      | odcinek Secrets Exhumed seria 14 |
| 2013                  | Fisherowie                           | Fred               | |
| 2014                  | Constantine                          | Manny              | w głównej obsadzie |
| 2014                  | Z Nation                             | Mark Hammond       | |
| 2017                  | Goliath                              | Judge Keller       | 6 odcinków |
| 2018-                 | Rekrut                               | Nick Armstrong     | |